# Новые химические технологии
Новые химические технологии (ООО «НХТ», англ. NCT; New Chemical Technologies Co, Ltd) — российская компания-производитель средств бытовой химии. Выпускает гели для мытья посуды под торговой маркой Palmia, а также гели для стирки и парфюмированные кондиционеры для белья под торговой маркой Wellery.
Основана в 2006 году. В 2014 году компания запустила автоматизированный завод площадью в 5 тысяч м2 на границе с Финляндией, в посёлке Лесогорский Ленинградской области.
Головной офис компании расположен в Санкт-Петербурге. Согласно данным базы СПАРК, основным владельцем компании является Айрат Ситдиков.